# Cristina Campos
Cristina Campos   (Barcelona, 1975) és una escriptora i guionista catalana.
Llicenciada en Humanitats a la Universitat Autònoma de Barcelona, va acabar els estudis a la Universitat de Heidelberg. Compagina la seva tasca com a directora de càsting en la indústria cinematogràfica amb l'escriptura. La seva novel·la Pan con limón con semillas de amapola, del 2016, s'ha traduït a diverses llengües i se ella mateixa en va fer una adaptació cinematogràfica amb guió seu. El 2022 va ser finalista del Premi Planeta amb Historias de mujeres casadas amb el pseudònim Gabriela Hausmann. Està casada amb Jaume Balagueró amb qui tenen tres fills.